# Синьчжоу
Синьчжо́у (кит. 忻州, пиньинь Xīnzhōu) — городской округ в провинции Шаньси, Китайская Народная Республика.

## История
Когда в 200 году до н. э. ханьский император Гао-цзу лично повёл войско против гуннов, то попал в ловушку. Когда он сумел вырваться и дошёл до этих мест, то очень обрадовался и рассмеялся, поэтому эти места стали называться «синь» (忻, «радоваться, веселиться»). При империи Тан в 618 году была создана область Синьчжоу (忻州).
В 1949 году был образован Специальный район Синьсянь (忻县专区), состоявший из 9 уездов. В 1952 году был расформирован Специальный район Синсянь (兴县专区), и 8 бывших его уездов также вошли в состав Специального района Синьсянь. В 1958 году Специальный район Синьсянь и Специальный район Ябэй (雁北专区) были объединены в Специальный район Цзиньбэй (晋北专区).
В 1961 году Специальный район Цзиньбэй был вновь разделён на Специальный район Ябэй и Специальный район Синьсянь; в состав Специального района Синьсянь вошло 11 уездов, после восстановления число сформированных в 1958 году уездов увеличилось до 16.
В 1967 году Специальный район Синьсянь был переименован в Округ Синьсянь (忻县地区). В 1971 году был образован Округ Люйлян (吕梁地区), и в его состав были переданы 2 уезда из Округа Синьсянь. В 1983 году уезд Синьсянь был преобразован в городской уезд Синьчжоу, а Округ Синьсянь был переименован в Округ Синьчжоу (忻州地区).
С 1988 года на территории уезда Кэлань начал функционировать космодром «Тайюань».
В 1993 году уезд Юаньпин был поднят в статусе до городского уезда.
В 2000 году постановлением Госсовета КНР были расформированы округ Синьчжоу и городской уезд Синьчжоу, и создан городской округ Синьчжоу; бывший городской уезд Синьчжоу стал районом Синьфу в его составе.

## Административно-территориальное деление
Городской округ Синьчжоу делится на 1 район, 1 городской уезд, 12 уездов:
| Карта | Карта          | Карта     | Карта     | Карта          | Карта                  | Карта         | Карта                      |
| ----- | -------------- | --------- | --------- | -------------- | ---------------------- | ------------- | -------------------------- |
|       |                |           |           |                |                        |               |                            |
| #     | Статус         | Название  | Иероглифы | Пиньинь        | Население (2003 прим.) | Площадь (км²) | Плотность населения (/км²) |
| 1     | Район          | Синьфу    | 忻府区    | Xīnfǔ qū       | 510 000                | 1954          | 261                        |
| 2     | Городской уезд | Юаньпин   | 原平市    | Yuánpíng shì   | 470 000                | 2571          | 183                        |
| 3     | Уезд           | Динсян    | 定襄县    | Dìngxiāng xiàn | 210 000                | 864           | 243                        |
| 4     | Уезд           | Утай      | 五台县    | Wǔtái xiàn     | 310 000                | 2968          | 104                        |
| 5     | Уезд           | Дайсянь   | 代县      | Dài xiàn       | 200 000                | 1720          | 116                        |
| 6     | Уезд           | Фаньши    | 繁峙县    | Fánshì xiàn    | 240 000                | 2369          | 101                        |
| 7     | Уезд           | Нинъу     | 宁武县    | Níngwǔ xiàn    | 160 000                | 1966          | 81                         |
| 8     | Уезд           | Цзинлэ    | 静乐县    | Jìnglè xiàn    | 160 000                | 2063          | 78                         |
| 9     | Уезд           | Шэньчи    | 神池县    | Shénchí xiàn   | 100 000                | 1456          | 69                         |
| 10    | Уезд           | Учжай     | 五寨县    | Wǔzhài xiàn    | 100 000                | 1379          | 73                         |
| 11    | Уезд           | Кэлань    | 岢岚县    | Kělán xiàn     | 80 000                 | 1980          | 40                         |
| 12    | Уезд           | Хэцюй     | 河曲县    | Héqǔ xiàn      | 140 000                | 1327          | 106                        |
| 13    | Уезд           | Баодэ     | 保德县    | Bǎodé xiàn     | 150 000                | 981           | 153                        |
| 14    | Уезд           | Пяньгуань | 偏关县    | Piānguān xiàn  | 110 000                | 1682          | 65                         |